# Stadsmuseum Doetinchem

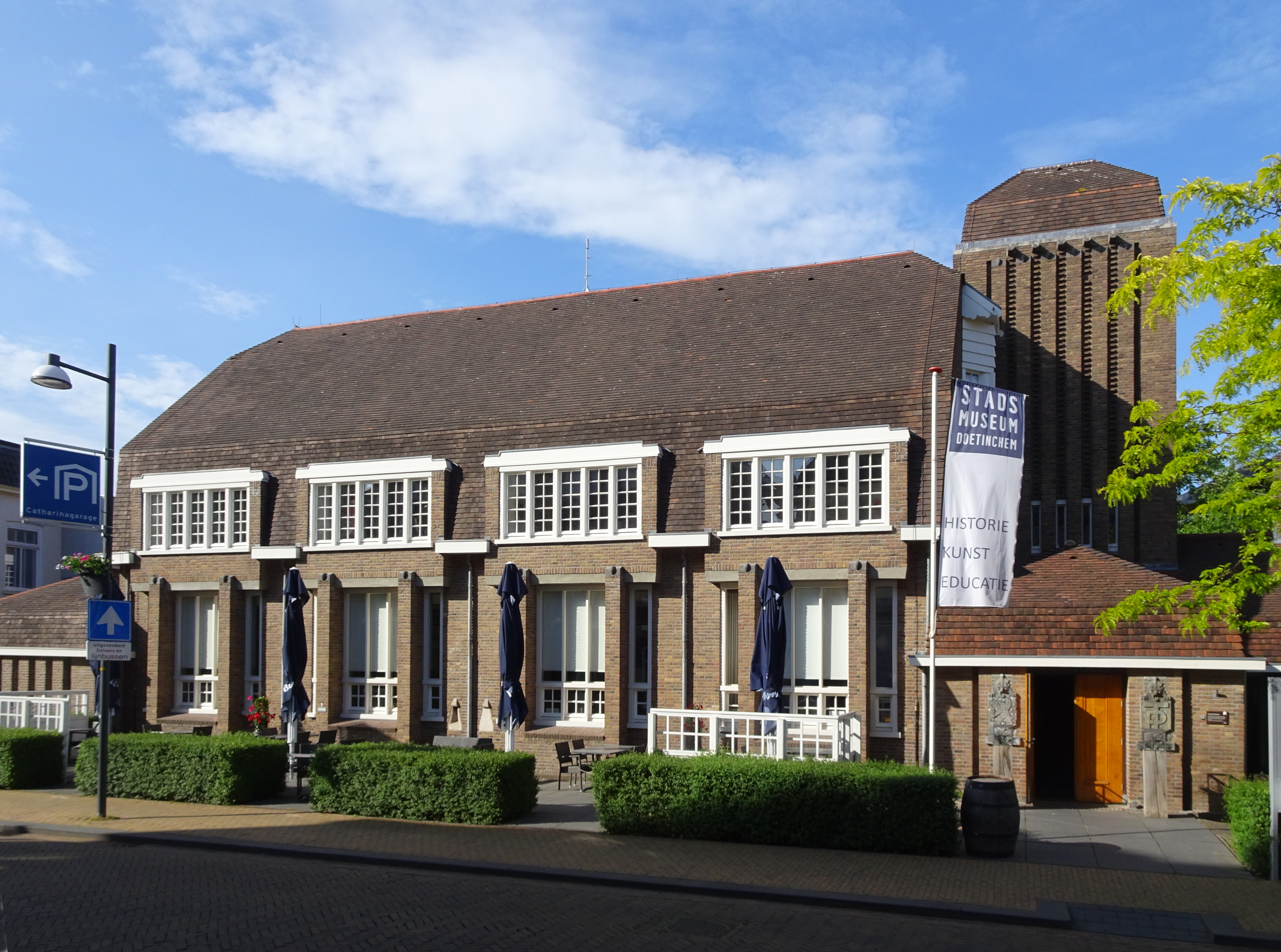
Het voormalige postkantoor waarin Stadsmuseum Doetinchem is gevestigd

Het Stadsmuseum Doetinchem is een museum in Doetinchem te Nederland.

## Achtergrond
Het museum is sinds 2011 gevestigd in een voormalig postkantoor en directeurswoning aan de Burgemeester van Nispenstraat 2.  Het gebouw is een rijksmonument in de stijl van de Amsterdamse School. Het pand werd in 1920 gebouwd naar ontwerp van Joseph Crouwel. Op de hoek heeft het pand een opvallende traptoren. Naast veel opmerkelijke details zijn in het oog springende elementen twee monumentale gebeeldhouwde wapenstenen aan weerszijden met de Hollandse leeuw van beeldhouwer Willem Brouwer.

## Collectie
De collectie van het museum omvat archeologische vondsten, oude kaarten, maquettes, schilderijen en tekeningen die een beeld moeten vormen van de geschiedenis van Doetinchem. Daarnaast een stijlkamer in jugendstil, een historisch schoolklasje en aandacht voor bedrijven zoals drukkerij Misset en bandenfabriek Apollo Vredestein BV die een grote rol gespeeld hebben voor de economie van Doetinchem. Een deel van de collectie is online te zien.